# Refill

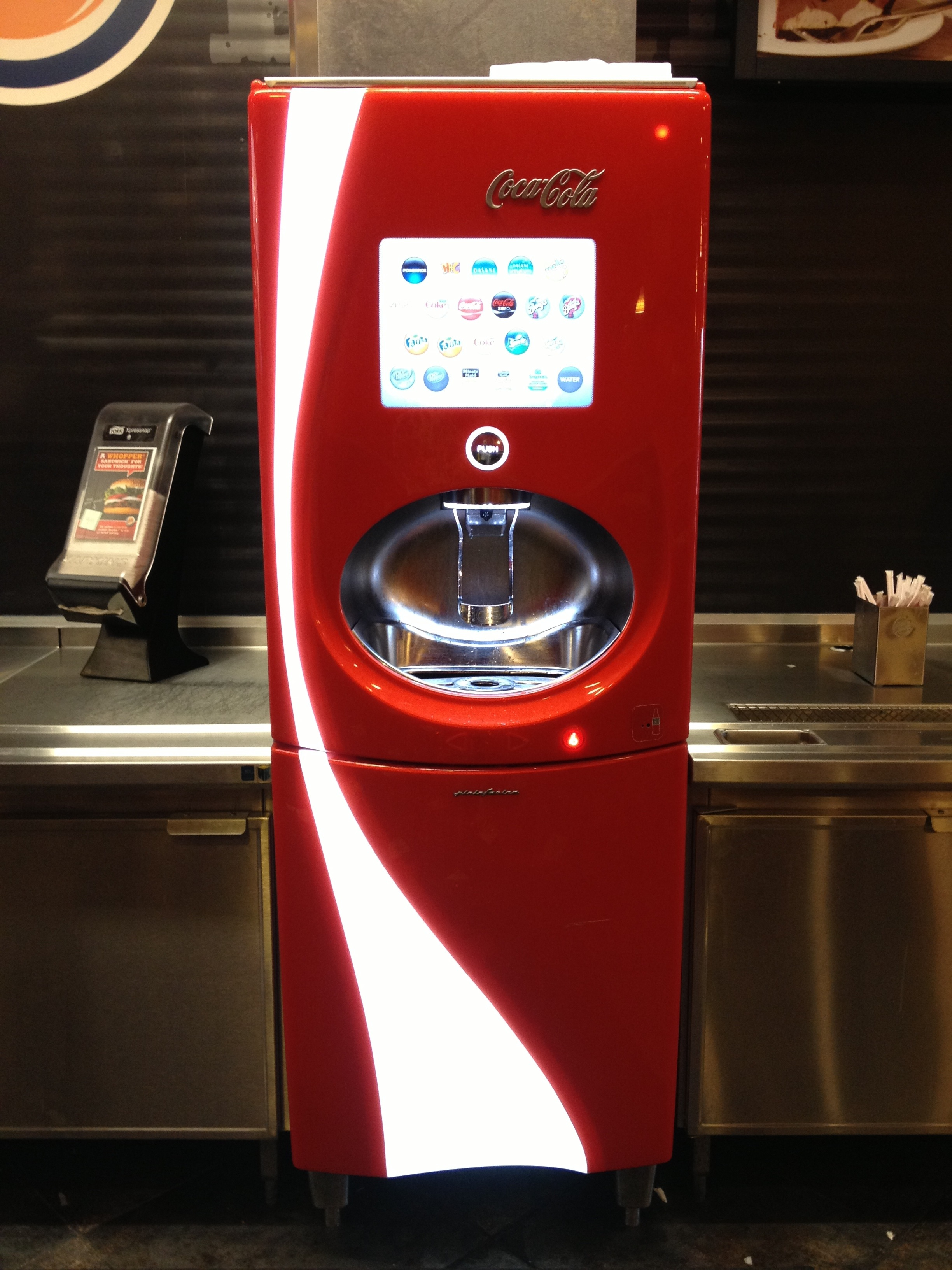
Máquina de refill gratis en un restaurante de comida rápida.

Refill se refiere al servicio ofrecido por un restaurante para rellenar una bebida, normalmente un refresco, sin costo adicional, después de haberla comprado. Las reposiciones gratuitas son habituales en Estados Unidos . En la mayoría del mundo, la disponibilidad del servicio de refill suele ser escasa. 

## Críticas

### Estados Unidos
En algunas partes de Estados Unidos, como Massachusetts o Nueva York, los políticos han propuesto prohibir los refill gratuitos como medida contra la obesidad.
Cuando la ciudad de Nueva York prohibió las bebidas azucaradas de más de 16 onzas en 2012, los críticos señalaron los refill gratuitos como uno de los mayores puntos débiles de la prohibición.
En junio de 2012, la alcaldesa de Cambridge (Massachusetts), Henrietta Davis, propuso sin éxito prohibir los refill de refrescos.

### Francia
El gobierno francés es otro de los críticos de los refill gratuitos, debido a la preocupación que existe con respecto a los problemas de obesidad. Francia creó un impuesto sobre las bebidas azucaradas en 2011. En enero de 2017, se aprobó una ley que prohíbe la venta ilimitada de refrescos y otras bebidas azucaradas en todos los restaurantes públicos.